# پتروشیمی شانگهای
پتروشیمی شانگهای (انگلیسی: Shanghai Petrochemical) شرکت پتروشیمی چینی است، که در سال ۱۹۷۲ تأسیس شد.